# Movimento de Unidade Nacional Antifascista
O Movimento de Unidade Nacional Antifascista (MUNAF) foi uma organização política clandestina de oposição ao Estado Novo formada em Dezembro de 1943.
Fundado num momento de viragem na Segunda Guerra Mundial a favor dos aliados e contra o nazismo e o fascismo, no MUNAF estavam representados, entre outros, o Partido Republicano Português, a União Socialista, o Partido Comunista Português, a Maçonaria, o grupo da Seara Nova, católicos, monárquicos e anarquistas.
O primeiro comunicado do movimento data de janeiro de 1944, nele sendo apresentados os seus objetivos e orgânica.
O Conselho Nacional é presidido pelo general Norton de Matos. A Comissão Política é integrada, entre outros, pelo presidente do Conselho Nacional, por Barbosa de Magalhães e Bento de Jesus Caraça. A Comissão Executiva incluiu, entre outras personalidades, Fernando Piteira Santos, José Magalhães Godinho, Jacinto Simões e Moreira de Campos.